# Luchtwasser
Een luchtwasser wordt in de intensieve veehouderij gebruikt om de uitstoot van gevaarlijke stoffen en/of stoffen die het milieu aantasten te verminderen. Er bestaan chemische en biologische luchtwassers. Ook zijn er combi-luchtwassers, die verschillende systemen van uitstoot verminderende technieken combineren. Dat kan chemisch-biologisch zijn of biologisch-biologisch. Chemische luchtwassers werken met water en zwavelzuur, biologische luchtwassers met bacteriën. Chemische luchtwassers verminderen alleen de uitstoot van ammoniak en (fijn)stof, terwijl biologische luchtwassers ook andere stoffen dan ammoniak reduceren.

## Werking
De vuile lucht uit de ruimtes waar de dieren liggen gaat eerst door regelkleppen. Hiermee kan de boer de ventilatie van de ruimte regelen, door het openen of gedeeltelijk sluiten van de kleppen. De lucht komt dan in een centraal afzuigkanaal terecht. Dit is een lange schacht boven door de stal heen, waar de lucht uit meerdere ruimtes bij elkaar komt, en wordt aangezogen door grote drukventilatoren. Deze zorgen ook voor de luchtstroming, omdat er lichte onderdruk in het afzuigkanaal ontstaat. Omdat de luchtdruk overal gelijk wil zijn, wordt het uit de dierruimtes gezogen. De drukventilatoren heten zo, omdat ze alle lucht in een ruimte blazen, de drukkamer genoemd. Deze bevindt zich tussen de ventilatoren en de luchtwasser zelf.
In de luchtwasser zitten filterpakketten, dikke plastic blokken met onregelmatige gaten. Hierover wordt het waswater gesproeid, afhankelijk van het type luchtwasser water met zwavelzuur of water met bacteriën. De lucht wordt hier door het drukverschil doorheen geperst, en zo worden de (milieu)gevaarlijke stoffen gereduceerd. Daarna gaat de lucht naar buiten, door grote gaten aan de bovenkant van de luchtwasser.

## Chemische reactie
De reactie van de ammoniak met het waswater gaat als volgt:
2 NH3 + H2O + H2SO4 → (NH4)2SO4 + H2O
De restproducten zijn water en ammoniumsulfaat. Als het waswater te veel van deze stoffen bevat, zit er niet zoveel zwavelzuur meer in, en komt het in een grote tank terecht, de spuiwatersilo. Dit ammoniumsulfaat kan worden gebruikt als kunstmest, omdat hier een groot aandeel stikstof in zit: zo'n 50 à 60 kg per kubieke meter spuiwater.

## Biologische luchtwassers
Deze luchtwasser werkt met bacteriën, die de ammoniak omzetten in andere stoffen. Hierbij wordt ook het aandeel geur en stof in de lucht drastisch verminderd. Het ammoniak lost eerst op in het water volgens de reactie
NH3 + H2O → NH4+ + OH−
waarbij dus een oplossing van ammonium ontstaat. De biologische omzetting berust op nitrificatie. In dit proces oxideren nitrificerende bacteriën het ammonium in een eerste stap naar nitriet volgens de reactie
2 NH4+ + 3 O2 → 2 NO2- + 4 H+ + 2 H2O,
waarna het gevormde nitriet in een tweede stap verder wordt geoxideerd naar nitraat:
2 NO2- + O2 → 2 NO3-.
De eerste stap wordt vooral uitgevoerd door de bacterie Nitrosomonas, terwijl nitrobacter verantwoordelijk is voor de tweede stap. Onder bepaalde omstandigheden, bijvoorbeeld bij zuurstoftekort, verloopt de tweede stap niet volledig, waardoor zich het giftige nitriet kan ophopen.

## Gevaar
Luchtwassers zijn niet zonder gevaar, vooral chemische luchtwassers niet. Zwavelzuur is zeer corrosief, en er mag nooit water op gegoten worden. De boer moet persoonlijke bescherming dragen, en in de ruimte waar het zwavelzuur opgeslagen wordt, is een nooddouche en oogdouche aanwezig voor het geval dat de boer zwavelzuur over zich heen krijgt.
Biologische luchtwassers hebben in principe dezelfde werking als een filter bij een aquarium, dus hier zit niet echt een gevaar in aangezien dat de bacteriën die deze processen bewerkstelligen niet pathogeen zijn.
Luchtwasinstallaties zijn vanwege de elektriciteit ook brandgevaarlijk. Het luchtventilatiesysteem van luchtwassers kan een stalbrand bovendien verder aanwakkeren. Volgens verzekeraar Achmea vertoont zestig procent van de installaties thermografische afwijkingen.